# ロボティックスプラス
ロボティックスプラス社（英語：RoboticsPlus）は、ニュージランドを拠点とするロボット製作のスタートアップ。
2017年からはヤマハ発動機が出資している。

## 製品
ロボットアームに蛇腹のホースを付けてキウイフルーツを自動収穫するピッカーロボット等。年間３０億個を超す量のキウイフルーツを自動収穫している。